# Marathon van Madrid 2011
De marathon van Madrid 2011 werd gelopen op zondag 17 april 2011. Het was de 34e editie van de marathon van Madrid. Totaal namen 8583 mensen deel aan de marathon waarvan 609 vrouwen. Aan de 10 km namen 4132 hardlopers deel waarvan 1039 vrouwen.
De overwinning was weggelegd voor de Keniaan Moses Kimeli Arusei. Met een tijd van 2:10.58 verbeterde hij het parcoursrecord. Met deze tijd bleef hij slechts vijf seconden voor op zijn landgenoot Thomson Cherogony en winnaar in 2010. Francis Kiprop maakte met een tijd van 2:11.50 het Keniaanse podium compleet. Bij de vrouwen ging de overwinning naar de Ethiopische Girma Tadesse. Naast de marathon vond er ook een hardloopwedstrijd over 10 km plaats. Deze werd gewonnen door respectievelijk Joseph Kipkosgei Bwambok (28.59) en Sara Moreira (32.33) bij de mannen en vrouwen.

## Uitslagen

### Mannen
| rang   | naam                 | land | tijd    |
| ------ | -------------------- | ---- | ------- |
| Goud   | Moses Arusei         | KEN  | 2:10.58 |
| Zilver | Thomson Cherogony    | KEN  | 2:11.03 |
| Brons  | Francis Kiprop       | KEN  | 2:11.50 |
| 4      | Gamal Belal Salem    | QAT  | 2:12.27 |
| 5      | Francis Kibiwot      | KEN  | 2:13.08 |
| 6      | David Toniok Cherono | KEN  | 2:13.09 |
| 7      | Alex Kirui           | KEN  | 2:14.50 |
| 8      | Mitku Soboka Tulu    | ETH  | 2:15.17 |
| 9      | Amos Mayo            | KEN  | 2:15.44 |
| 10     | Vasily Matviychuk    | UKR  | 2:16.21 |

### Vrouwen
| rang   | naam                      | land | tijd    |
| ------ | ------------------------- | ---- | ------- |
| Goud   | Girma Tadesse             | ETH  | 2:35.28 |
| Zilver | Woldegebriel Teamo Shumye | ETH  | 2:35.30 |
| Brons  | Workenesh Tola            | ETH  | 2:35.35 |
| 4      | Shiru Deriba              | ETH  | 2:35.48 |
| 5      | Hellen Kimutai            | KEN  | 2:36.20 |
| 6      | Pauline Wangui            | KEN  | 2:38.05 |
| 7      | Yailen Garcia Dome        | CUB  | 2:41.58 |
| 8      | Rose Jepchumba            | KEN  | 2:44.02 |
| 9      | Radiya Mohamed Roba       | ETH  | 2:48.47 |
| 10     | Irene Martin Alvarez      | ESP  | 2:59.38 |

1978 ·
1979 ·
1980 ·
1981 ·
1982 ·
1983 ·
1984 ·
1985 ·
1986 ·
1987 ·
1988 ·
1989 ·
1990 ·
1991 ·
1992 ·
1993 ·
1994 ·
1995 ·
1996 ·
1997 ·
1998 ·
1999 ·
2000 ·
2001 ·
2002 ·
2003 ·
2004 ·
2005 ·
2006 ·
2007 ·
2008 ·
2009 ·
2010 ·
2011 ·
2012 ·
2013 ·
2014 ·
2015 ·
2016 ·
2017